# Marina Glezer
Marina Glezer  (São Paulo, 17 de octubre de 1980) es una actriz argentina nacida en Brasil. Es ganadora de un Premio Cóndor de Plata a la mejor actriz y un Premio a mejor actriz en el Festival Internacional de Cine de Montreal por su actuación en la película El Polaquito. También produjo, escribió y dirigió La ruptura (2024), con auspicio del Instituto Nacional de Cine y Artes Audiovisuales (INCAA).

## Cine
| Año  | Título                   | Personaje         |
| ---- | ------------------------ | ----------------- |
| 2002 | Estrella del sur         | Lola              |
| 2002 | Valentín                 | La Maestra        |
| 2003 | El Polaquito             | Pelu              |
| 2003 | Ciudad del Sol           |                   |
| 2004 | Diarios de motocicleta   | Celita Guevara    |
| 2004 | Roma                     | Alicia            |
| 2005 | Haluros de plata (corto) | Florencia         |
| 2005 | Hermanas                 | Sofía             |
| 2005 | Grité una noche          | El hada           |
| 2006 | Arizona Sur              | Acuario           |
| 2007 | Las vidas posibles       | Helena            |
| 2009 | La ventana               | Ana               |
| 2011 | La vieja de atrás        | Lucía             |
| 2011 | Sudor frío               | Ali               |
| 2015 | Mecánica popular         | Silvia Beltrán    |
| 2016 | Entonces nosotros        | Malena            |
| 2017 | A voz do silencio        | Julieta Díaz      |
| 2017 | Delicia                  | Analía            |
| 2018 | Familia sumergida        | Carol             |
| 2019 | No soy tu mami           | Pilar             |
| 2021 | Yo nena, yo princesa     | Maestra jardinera |

## Televisión
| Año       | Título                             | Personaje                          | Canal      |
| --------- | ---------------------------------- | ---------------------------------- | ---------- |
| 1998      | Gasoleros                          | Recurrente                         | El Trece   |
| 2000      | Por ese palpitar                   | Recurrente                         | América    |
| 2000      | Ilusiones (compartidas)            | Luciana                            | El Trece   |
| 2000      | Primicias                          | Recurrente                         | El Trece   |
| 2001      | Culpables                          | Roxana                             | El Trece   |
| 2004      | Epitafios                          | Recurrente                         | HBO        |
| 2004      | Sangre fría                        | Eva                                | Telefe     |
| 2005      | Conflictos en red                  | Recurrente                         | Telefe     |
| 2005      | Hombres de honor                   | Franca                             | El Trece   |
| 2008      | Mujeres asesinas 4                 | Mara - Cap. 12: Lorena, maternal   | El Trece   |
| 2008      | Socias                             | July                               | El Trece   |
| 2011      | Los Sónicos                        | Mora                               | Canal 9    |
| 2012      | Avenida Brasil                     | Mercedes García Hernández          | Rede Globo |
| 2012      | Amores de historia                 |                                    | Canal 9    |
| 2013      | Sos mi hombre                      | Julieta Sosa                       | El Trece   |
| 2014      | La celebración                     | Camila - Cap. 10: Día del niño     | Telefe     |
| 2014      | Las 13 esposas de Wilson Fernández | Eliana - Cap. 03: Eliana           | TV Pública |
| 2015      | La casa                            | Bárbara - Cap. 9: Candidato        | TV Pública |
| 2015      | Variaciones Walsh                  | Lilia Ferreyra - Cap. 13: La carta | TV Pública |
| 2015-2016 | El asesor                          | Esther Fridman                     | 360TV      |
| 2017      | Vida de película                   |                                    | TV Pública |

## Videoclips
| Año  | Título                  | Artista/Banda      | Director      |
| ---- | ----------------------- | ------------------ | ------------- |
| 2004 | Sigue Girando           | Ratones Paranoicos | Eduardo Pinto |
| 2005 | No Me Importa Tu Dinero | Ratones Paranoicos | Eduardo Pinto |
| 2005 | La Fuga                 | Ratones Paranoicos | Eduardo Pinto |

## Premios
- Premios Cóndor de Plata (2004): Mejor actriz (El Polaquito)
- Festival de Montreal (2003): Mejor actriz (El Polaquito)

Nominaciones
- Premios Cóndor de Plata (2004): Mejor revelación femenina (El Polaquito)